# Premio Guardián al Primer Libro
El premio Guardián al Primer Libro (en inglés: Guardian First Book Award) fue un premio literario anual creado en 1999 por el diario británico The Guardian, vigente hasta 2015. Convocado anualmente, reconocía al mejor primer libro de un nuevo escritor. Reemplazó al anterior premio Guardián de Ficción, galardón que el diario había patrocinado desde 1965. El Guardian First Book Award fue suprimido en 2016, por lo que la edición de 2015 fue la última.

## Historia
El periódico decidido a cambiar su premio al libro después de 1998, y durante ese año se contrató también a Claire Armitstead como editor literario. En la inauguración del Primer Libro de la ceremonia de entrega de premios en 1999, Armitsteat dijo que ella fue informada de que el cambio, detalles para arreglar, por el jefe del departamento de marketing durante su segunda semana en el trabajo. "Por el momento en que salí de la habitación en la que habían decidido dos cosas clave. Nos haría un primer premio al libro, y nos gustaría involucrar a los grupos de la lectura en el proceso de evaluación. Este iba a ser el premio del público." Acerca de la apertura del premio de no ficción que ella le había dicho en agosto, "los lectores no se segregan de su lectura de ficción o no-ficción, por lo que no debemos." No había ninguna restricción en el género; por ejemplo, la poesía y el viaje iba a ser incluido en principio, y así se autopublicó autobiografías.
En la primera versión, de 140 libros fueron presentados, incluyendo un montón de no-ficción más fuerte "por el momento" en "un híbrido de viajes-escritura y reportajes"; débil en la ciencia y la biografía. Expertos dirigidos por Armitstead seleccionado un longlist de 11 y Fronteras tiendas de libros en Glasgow, Londres, Brighton y Leeds alojado grupos de lectura que considera un libro a la semana, de septiembre a noviembre, y el seleccionado de una lista de seis. Un panel de ocho jueces entre los dos Tutores de los editores eligió el ganador. El periódico llamado "la primera vez que el público ordinario de la lectura han sido implicados en la selección de un importante premio literario." En el evento, el de 1999, los grupos de lectura seleccionado de una lista que incluye a seis novelas, y todos los cuatro grupos favorecido la novela Ghostwritten por David Mitchell. Su segundo favorito fue uno de los cuaderno de bitácora y reporte de los híbridos, por Philip Gourevitch de The New Yorker. El jurado eligió el último, queremos Informarle De Que Mañana seremos Asesinados Con Nuestras Familias —"una horrorosa pero humana en cuenta el genocidio de Ruanda, sus causas y consecuencias", el periódico en el mes de agosto.
El premio fue por valor de 10.000 libras para el ganador. Elegible títulos fueron publicados en inglés, y en el reino unido en el año calendario.

## Ganadores
1999
- Philip Gourevitch, queremos Informarle de Que Mañana seremos Asesinados Con Nuestras Familias.
- Daren Rey, Cuadrado, una Estrella, una de las drogas de fantasía escrita en un hermoso sostenido de argot
- David Mitchell, Ghostwritten, un mosaico de historias de todos los rincones del mundo
- Raj Kamal Jai, El Azul de la Colcha, de una cámara tragedia de Calcuta
- Gary Younge, No hay Lugar Como el Hogar, la cuenta de su alma-la búsqueda recorrido de Stevenage para el Sur profundo
- Bella Bathurst, Faro Stevensons, la historia de Robert Louis Stevenson

2000
- Zadie Smith, Dientes blancos
- Mark Z. Danielewski, La casa de hojas
- Dave Eggers, Una Desgarradora Obra de Asombroso Genio, memorias
- Naomi Klein, No logo: el poder de las marcas
- Andrew X. Pham, Bagre y Mandala: un Vietnamita Odisea

2001
- Chris Ware, Jimmy Corrigan, el chico más listo del mundo, la novela gráfica
- Miranda Carter, Anthony Blunt: Su Vida, biografía
- David Edmonds y John Eidinow, Wittgenstein Poker: La Historia de un niño de Diez Minutos de discusión Entre Dos Grandes Filósofos, no-ficción
- Glen David Gold, Carter vence Al Demonio, ficción
- Rachel Seiffert, La Habitación Oscura, de la ficción

2002
- Jonathan Safran Foer, Todo Está Iluminado
- Alexandra Fuller, no Vamos a Ir a los Perros esta Noche
- Hari Kunzru, El Impresionista
- Oliver Morton, La Asignación De Marte
- Sandra Newman, La Única Cosa Buena Que Nadie Ha Hecho Nunca

2003
- Robert Macfarlane, Las montañas de la Mente
- Monica Ali, Monica Ali
- DBC Pierre, Vernon God Little
- Pablo Broks, En el Silencio de la Tierra
- Anna Funder, Stasiland

2004
- Armand Marie Leroi, Mutantes: En el Formulario, Variedades y Errores del Cuerpo Humano
- Mateo Hollis, Suelo De Agua
- David Bezmozgis Natasha y Otras Historias
- Susanna Clarke, Jonathan Strange y el señor Norrell
- Rory Stewart, Los Lugares en Entre

2005
- Alexander Maestros, Stuart: A Life Backwards
- Reza Aslan, No hay dios sino Dios
- Richard Benson, La Granja
- Suketu Mehta, el Máximo de la Ciudad: Bombay Perdidos y Encontrados
- Rattawut Lapcharoensap, Turismo

2006
- Yiyun Li, Mil Años de Oración (historias)
- Lorraine Adams, Puerto
- Clare Allan, Amapola Shakespeare
- Hisham Matar, En el País de los Hombres
- Carrie Tiffany, Everyman's Reglas para los Científicos que Viven

2007
- Dinaw Mengestu, Hijos de la Revolución
- Tahmima Anam, Una Edad De Oro
- Rajiv Chandrasekaran, Imperial Vida en la Ciudad Esmeralda
- Romero Hill, Dios del Arquitecto
- Catherine O' ' Flynn, Lo Que Estaba Perdido

2008
- Alex Ross, El Resto Es Ruido: Escuchar al Siglo 20
- Mohammed Hanif, Un Caso de la Explosión de los Mangos
- Owen Matthews, Stalin Niños
- Ross Pasas, el Propio País de Dios
- Steve Toltz, Una Fracción de la Totalidad de la

2009
- Petina Gappah, Una Elegía para Este
- Eleanor Catton, En El Local De Ensayo
- Samantha Harvey, El Desierto
- Reif Larsen, Las Obras escogidas de T. S. Spivet
- Michael Cáscara, Un Pantano Lleno de Dólares

2010
- Alexandra Harris, Románticos Modernos: el inglés de los Escritores, los Artistas y la Imaginación de Virginia Woolf, John Piper
- Nadifa Mohamed, Mamba Negra Boy
- Ned Beauman, El Boxer, El Escarabajo
- Maile Chapman, Su Presencia es Solicitada en Suvanto
- Kathryn Schulz, En la que Está Equivocado: Aventuras en el Margen de Error

2011
- Siddhartha Mukherjee, El emperador de todos los males: Una biografía del Cáncer
- Stephen Kelman, Paloma Inglés
- Juan Pablo Villalobos, Abajo El Agujero Del Conejo
- Mirza Waheed, El Colaborador
- Amy Waldman, La Presentación

2012
- Kevin Powers, El Amarillo De Las Aves
- Kerry Hudson, Tony Hogan Me Compró un helado Flotante Antes de que Él se Robó Mi Ma
- Chad Harbach, El Arte de Fielding
- Lindsey Hilsum, tormenta de arena: Libia, en el Momento de la Revolución
- Katherine Boo, Detrás de la Hermosa Forevers: la Vida, la Muerte, y la Esperanza en un Mumbai Entrañas

2013
- Donal Ryan, El Hilado Corazón
- NoViolet Bulawayo, Necesitamos Nuevos Nombres
- Shereen El Feki, el Sexo y la Ciudadela
- Hannah Kent, Los Ritos Funerarios
- Lottie Moggach, Beso A Mí En Primer Lugar

2014
- Colin Barrett, Young Skins.
- Henry Marsh, Do No Harm.
- Fiona McFarlane, The Night Guest.
- Evan Osnos, Age of Ambition.
- May-Lan Tan, Things to Make and Break.

2015
- Andrew McMillan, Physical.
- Diane Cook, Man v Nature.
- Chigozie Obioma, The Fishermen.
- Peter Pomerantsev, Nothing Is True and Everything Is Possible.
- Max Porter, Grief Is the Thing With Feathers.
- Sara Taylor, The Shore.

## Fuente
Fuente: Guardian first book award: all the winners.